# Nadolna (gromada)
Nadolna (niepoprawnie Nadolna Wieś) – dawna gromada, czyli najmniejsza jednostka podziału terytorialnego Polskiej Rzeczypospolitej Ludowej w latach 1954–1972.
Gromady, z gromadzkimi radami narodowymi (GRN) jako organami władzy najniższego stopnia na wsi, funkcjonowały od reformy reorganizującej administrację wiejską przeprowadzonej jesienią 1954 do momentu ich zniesienia z dniem 1 stycznia 1973, tym samym wypierając organizację gminną w latach 1954–1972.
Gromadę Nadolna siedzibą GRN w Nadolna (Nadolnej Wsi) utworzono – jako jedną z 8759 gromad na obszarze Polski – w powiecie brzezińskim w woj. łódzkim, na mocy uchwały nr 29/54 WRN w Łodzi z dnia 4 października 1954. W skład jednostki weszły obszary dotychczasowych gromad Nadolna, Nadolna Kolonia i Kamień oraz wieś Janów z dotychczasowej gromady Grodzisk i wieś Kraszew Wielki z dotychczasowej gromady Ząbki ze zniesionej gminy Dmosin w powiecie brzezińskim; ponadto obszary dotychczasowych gromad Dąbrówka Mszadelska i Teresin ze zniesionej gminy Łyszkowice w powiecie łowickim oraz wieś Florentynów z dotychczasowej gromady Zawady ze zniesionej gminy Antoniew z powiatu łowickiego. Dla gromady ustalono 11 członków gromadzkiej rady narodowej.
31 grudnia 1959 do gromady Nadolna przyłączono wieś Michałów ze znoszonej gromady Trzcianka w powiecie łowickim (woj. łódzkie).
Gromadę zniesiono 31 grudnia 1961, a jej obszar włączono do gromady Dmosin.